# Berk Oktay
Berk Oktay (Ankara, 10 ottobre 1982) è un attore e modello turco, noto per le sue interpretazioni nelle serie televisive İlişki Durumu: Karışık e Benim Hala Umudum Var.

## Biografia
Nativo di Ankara, inizia la propria carriera nel 2000 svolgendo la professione di modello.
Debutta nel mondo della televisione nel 2007 quando è scelto come protagonista della fiction televisiva Tatlı Bela Fadime. Tra il 2009 e il 2012 recita nella serie poliziesca Arka Sokaklar, in onda su Kanal D, ma è con l'interpretazione di Hakan Demirer in Benim Hala Umudum Var, a fianco di Gizem Karaca e Şükrü Özyıldız, che si afferma al pubblico. 
Tra il 2015 e il 2016 è protagonista della commedia romantica İlişki Durumu: Karışık, 

## Filmografia

### Televisione
- Tatlı Bela Fadime – serie TV (2007-2008)
- Akasya Durağı – serie TV (2008-2009)
- Arka Sokaklar – serie TV (2009-2012)
- Umut Yolcuları – serie TV (2010)
- Alev Alev – serie TV (2012-2013)
- Benim Hala Umudum Var – serie TV (2013-2014)
- Aşktan Kaçılmaz – serie TV (2014)
- İlişki Durumu: Karışık – serie TV (2015-2016)
- İlişki Durumu: Evli – serie TV (2016)
- Forbidden Fruit (Yasak Elma) – serie TV, (2020–2022)